# Preces

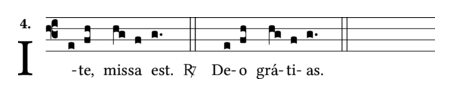
Preces Ite missa est

Les Preces, (Preca au singulier), sont des chants propres à la messe hispanique, qui se récitent seulement lors du Carême avec un caractère pénitentiel. Elles ont une forme de litanie à laquelle l'on répond avec une petite acclamation ; habituellement, Miserere Nobis.
Cela peut également faire référence aux demandes que fait le peuple lors de la Sainte Messe, à chaque « gloire » terminée, le lecteur dit « Proposons le au Seigneur ». Les fidèles répondent alors « Nous te le proposons, écoute-nous ». Elles apparaissent également dans les Laudes et les Vêpres.